# George Duke
George Duke (San Rafael, Kalifornia, 1946. január 12. – Los Angeles, 2013. augusztus 5.) funk-dzsesszzongorista és énekes, a szintetizátor-játék egyik úttörője. A The Jean-Luc Ponty Experience with the George Duke Trio című lemezzel szerzett nevet magának, de széles körű elismerést vívott ki szólókarrierje is, ahogy másokkal való együttműködései is, akik közül kiemelhető Frank Zappa.

## Karrierje
Duke a Tamalpais középiskolába járt Mill Valley-ben, mielőtt a San Franciscói konzervatóriumban lediplomázott 1967-ben. Cannonball Adderley együttesében játszott, majd Jean-Luc Ponty King Kong című lemezének felvételén ismerkedett meg Frank Zappával, akihez először 1970-ben csatlakozott, majd később 1973 és 75 között volt állandó zenésztársa a Mothersben.
Zappánál olyan klasszikus lemezeken játszott (és határozta meg alapvetően azok karakterét), mint a Chunga's Revenge, a 200 Motels, a Waka/Jawaka, a The Grand Wazoo, az Apostrophe (’), a One Size Fits All, a Bongo Fury és a Roxy & Elsewhere.
Zappa után szólólemezeket adott ki, producerként is dolgozott, de írt két dalt Miles Davis albumaira is ("Backyard Ritual" a Tutu albumon, 1986; "Cobra" az Amandla albumon, 1989).
Többször is járt Magyarországon, utoljára 2010 augusztusában a Sziget Fesztivál jazz-színpadán játszott.

## Diszkográfia

### Szólólemezek
- Presented By The Jazz Workshop 1966 Of San Francisco – (1966,  Saba Sb 15074)
- Save The Country  (1969, Lp, Usa, Pacific Jazz Ln-10127) – Feat. Glenn Ferris
- The Inner Source (1973, 2 Mps Records 2920912-1)
- Faces In Reflection (1974, Mps Records 2122018-4)
- Feel (1975, Lp, Ger, Mps 2122312-4) -  Feat. Obdewl'x (Frank Zappa) – Re-Released On Cd In 2008
- The Aura Will Prevail (1975, Lp, Usa, Mps Mc 25613) – Incl. ‘Echidna's Arf’,’Uncle Remus’ (Frank Zappa) ; Feat. Napoleon Murphy Brock
- I Love The Blues, She Heard My Cry (1976, Lp, Usa, Mps) – Feat. Bruce Fowler, Johnny "Guitar" Watson, Ruth Underwood
- Liberated Fantasies (1976, Mps Records) – Feat. Napoleon Murphy Brock & Ruth Underwood
- From Me To You (1977, Epic Records Pe 34469) -  Feat. Walt Fowler
- Reach For It (1977, Epic Records Epc 82216)
- Don't Let Go (1978, Epic Records Epc 82821) -  Feat. Napoleon Murphy Brock
- The Dream (1978, Mps Records 5d064-60327)
- Follow The Rainbow (1979, Lp, Usa, Epic Pe 35701)
- Master Of The Game (1979, Lp,)
- Brazilian Love Affair (1980, Lp,)
- Dream On (1982, Epic Records Epc 85215)
- Guardian Of The Light (1983, Lp,)
- Rendezvous (1984, Lp, Nl, Epic 26059)
- Thief In The Night (1985, Lp, Ger, Elektra 960 398-1)
- George Duke (1986, Lp, Ger, Elektra 960 480-1) -  Feat. Napoleon Murphy Brock
- Night After Night (1989, Lp,)
- Snapshot (1992, Cd)
- Muir Woods Suite (1993, Cd)
- Illusions (1995, Cd)
- Is Love Enough? (1997, Cd)
- After Hours (1998, Cd)
- Cool (2000, Cd)
- Face The Music (2002, Cd, Usa, Jj-Tracks 77025)
- Duke (2005, CD)
- In A Mellow Tone (2006, CD)
- Déjà Vu (2010, CD)

### Frank Zappa lemezein
- Chunga’s Revenge (Frank Zappa, 1970)
- 200 Motels (Frank Zappa, 1971)
- Waka/Jawaka (Frank Zappa, 1972)
- The Grand Wazoo (Frank Zappa & The Mothers, 1972)
- Over-Nite Sensation (Frank Zappa & The Mothers, 1973)
- Apostrophe (’) (Frank Zappa, 1974)
- Roxy & Elsewhere (Frank Zappa & The Mothers, 1974)
- One Size Fits All (Frank Zappa & The Mothers of Invention, 1975)
- Bongo Fury (Zappa / Beefheart & The Mothers, 1975)
- Studio Tan (Frank Zappa, 1979)
- Sleep Dirt (Frank Zappa, 1979)
- Them or Us (Zappa, 1984)
- You Can’t Do That on Stage Anymore Vol. 1 (Zappa, 1988)
- You Can’t Do That on Stage Anymore Vol. 2 (Zappa, 1988)
- You Can’t Do That on Stage Anymore Vol. 3 (Zappa, 1989)
- You Can’t Do That on Stage Anymore Vol. 4 (Zappa, 1991)
- You Can’t Do That on Stage Anymore Vol. 6 (Zappa, 1992)
- Playground Psychotics (Frank Zappa & The Mothers Of Invention, 1992)
- The Lost Episodes (Frank Zappa, 1996)
- Läther (Frank Zappa, 1996)
- QuAUDIOPHILIAc (Zappa – kvadrofon Audio DVD, 2004)
- The Dub Room Special! (CD, Zappa Records, 2007)
- One Shot Deal (Zappa Records ZR 20006, 2008)

### Mások lemezein
- Joe Henderson – Milestone Years   1967
- Quincy Jones – I Heard That! 1969
- Jean-Luc Ponty – Experience  1969
- Jean-Luc Ponty – Electric Connection 1969
- Jean-Luc Ponty – Live At Donte's 1969
- Jean-Luc Ponty: King Kong  (1970, Lp, Usa, World Pacific Jazz St 20172) – Incl. Various Frank Zappa Compositions
- Shuggie Otis – Freedom Flight 1971
- Cannonball Adderley – Black Messiah 1972
- Cannonball Adderley – Music You All 1972
- Gene Ammons – Brasswind 1973
- Quincy Jones- You've Got It, Bad Girl  1973
- Joe Henderson – Canyon Lady 1973
- Flora Purim – Butterfly Dreams 1973
- Joe Williams – Joe Williams Live 1973
- Nat Adderley – Double Exposure 1974
- Billy Cobham – Crosswinds 1974
- Cannonball Adderley – Pyramid 1974
- Flora Purim – Stories To Tell 1974
- Herb Ellis – Soft Shoe 1974
- Herb Ellis – After You've Gone 1974
- Eddie Henderson – Sunburst 1975
- Cannonball Adderley – Phenix 1975
- Stanley Clarke – Journey To Love  1975
- Sonny Rollins – Nucleus 1975
- Cal Tjader – Amazonas 1975
- Billy Cobham: Life And Times (1976, Lp, Usa, Atl Sd18166) – Feat. Allan Zavod And George Duke
- Flora Purim – Open Your Eyes 1976
- Flora Purim – Encounter 1976
- Stanley Clarke – School Days 1976
- Peter Magadini- Polyrhythm (Acoustic Piano, Rhodes Electric Piano, Mini Moog, Arp String Ensemble) 1976
- 1977 Bridgewater, Dee Dee- Just Family
- 1977 Montreux Summit Vol.1
- 1977 Rollins, Sonny- Easy Living
- 1977 Watanabe, Sadao- Bird Of Paradise
- 1978 Desouza, Paul- Don't Ask My Neighbors
- 1978 Purim, Flora- Everyday, Everynight
- 1978 White, Michael [Violin]- X Factor
- 1978 Hitter- Hitter  (Producer)
- 1978 Montreux Summit, Vol. 2
- 1979 Bridgewater, Dee Dee- Bad For Me
- 1979 Moreira, Airto- Touching You...Touching Me
- 1979 Hubbard, Freddie- Skagly
- 1979 Billy Cobham – B.C.
- 1979 Michael Jackson – Off the Wall
- 1979 Stanley Clarke – I Wanna Play For You
- 1980 Perry, Phil – Heart Of The Man
- 1980 Jarreau, Al – This Time
- 1980 Benson, George – Give Me The Night
- 1980 Rollins, Sonny – Love At First Sight
- 1980 Brecker Brothers – Detente (Producer)
- 1981 Clarke/Duke Project
- 1981 Jarreau, Al- Breakin' Away
- 1981 Stanley Clarke – Clarke/Duke Project, Vol. 1
- 1982 Aretha Franklin – Jump To It
- 1982 Osborne, Jeffrey- Jeffrey Osborne
- 1983 Clarke-Duke Project 2
- 1983 Rufus- Seal I Red (Producer)
- 1983 Sembello, Michael- Bossa Nova Hotel
- 1983 Bailey, Philip- Continuation
- 1983 Osborne, Jeffrey- Stay With Me Tonight
- 1983 Jean-Luc Ponty – Individual Choice
- 1983 Subramaniam, L.- Spanish Wave
- 1983 Clarke, Stanley- Clarke/Duke Project, Vol. 2 (Producer)
- 1984 Shalamar- Heartbreak
- 1984 Williams, Deniece- Let's Hear It For The Boy
- 1984 Footloose- Footloose
- 1984 Stanley Clarke – Time Exposure
- 1985 Bailey, Philip- Wonders Of His Love (Producer)
- 1985 Manchester, Melissa- Mathematics
- 1986 Bofill, Angela – Best Of Angela Bofill (Producer)
- 1986 Hewett, Howard- I Commit To Love
- 1986 Miles Davis- Tutu
- 1987 Earth, Wind & Fire- Touch The World
- 1987 Vaughan, Sarah- Brazilian Romance
- 1987 Billy Cobham – Picture This
- 1987 Mills, Stephanie- If I Were Your Woman
- 1987 Hiroshima- Go
- 1987 Scofield, John- Loud Jazz
- 1987 Watanabe, Kazumi- Birds Of Passage
- 1988 Baker, Anita- Giving You The Best That I Got
- 1988 Jackson, Paul Jr.- I Came To Play
- 1988 Williams, Deniece- As Good As It Gets
- 1988 Jarreau, Al- Heart's Horizon
- 1988 Knight, Gladys- All Our Love
- 1988 Djavan- Bird Of Paradise
- 1988 Stanley Clarke – If This Bass Could Only Talk
- 1989 Karate Kid 3 (Producer)
- 1989 Labelle, Patti- Be Yourself
- 1989 Wilson, Nancy- Nancy Now!
- 1989 Davis, Miles- Amandla
- 1989 Klugh, Earl- Whispers And Promises
- 1989 Watanabe, Sadao- Selected
- 1989 Howard, George- Personal
- 1990 Bailey, Philip- Inside Out
- 1990 Jackson, Paul Jr.- Out Of The Shadows
- 1990 Reeves, Dianne- Never Too Far
- 1990 Stanley Clarke – 3
- 1990 Cooper, Craig T.- Got That Thang
- 1990 Watanabe, Sadao- Front Seat  (Arranger, Vocals (Bckgr), Producer, Synclavier)
- 1990 Laws, Hubert- My Time Will Come
- 1991 North, Lol- Forever Yours
- 1991 Jaye, Miles- Strong
- 1991 Isley Brothers- Tracks Of Life
- 1991 Five Heartbeats  (Arranger, Vocals, Producer)
- 1991 Reeves, Dianne- Dianne Reeves
- Chester Thompson: A Joyful Noise (*1991, Cd, Usa, Blue Moon / Moo Records R2 79341) – Feat.Charles Owens, Walt Fowler, Steve Fowler, Bruce Fowler And George Duke
- 1992 Sister Sledge- Best Of Sister Sledge (* 1973-* 1985) (Producer)
- 1992 Najee- Just An Illusion
- 1992 Ferrell, Rachelle- Rachelle Ferrell (Producer)
- 1992 Love Songs- Love Songs [Sony]
- 1992 Moore, Chante- Precious  (Organ, Synthesizer, Bass, Percussion, Piano, Strings, Drums, Horn, French Horn, Keyboards, Bells, Produ)
- 1992 Leap Of Faith- Leap Of Faith (Producer)
- 1992 Passenger 57- Passenger 57
- 1992 Harp, Everette- Everette Harp (Producer)
- 1992 Howard, George- Love And Understanding
- 1993 Meteor Man- Meteor Man
- 1993 Jackson, Paul Jr.- River In The Desert
- 1993 Howard, George- When Summer Comes
- 1993 Stanley Clarke – East River Drive
- 1993 Ponty, Jean-Luc- Jean-Luc Ponty With The George Duke
- 1993 Washington, Keith- You Make It Easy
- 1994 Winbush, Angela- Angela Winbush
- 1994 Harp, Everette- Common Ground
- 1994 Baker, Anita- Rhythm Of Love (Percussion)
- 1994 Knight, Gladys- Just For You  (Keyboards, Drum Programming)
- 1994 Reeves, Dianne- Quiet After The Storm (Piano, Arranger, Producer, Synclavier)
- 1994 Scofield, John- Liquid Fire: The Best Of John Scofi
- 1994 Purim, Flora- Now Go Ahead & Open Your Eyes
- 1995 Hewett, Howard- It's Time
- 1995 Esquire Jazz Collection: Crosstown
- 1995 Dells Passionate Breezes: The Best Of The (Producer, Vocal Arrangements)
- 1995 Winans Heart & Soul
- 1995 Jazz To The World Jazz To The World
- 1995 Between The Sheets, Vol. 2 (Producer)
- 1995 Najee- Songs From The Key Of Life
- 1995 Escovedo, Pete- Flying South
- 1995 Scott, Marilyn- Take Me With You
- 1995 Mason, Harvey- Ratamacue
- 1995 Cooper, Craig T.- Very Best Of Craig T. Cooper
- 1996 Groove On!, Vol. 3 (Arranger, Conductor, Producer)
- 1996 Cutlass, Frankie- Cypher, Part 3
- 1996 Williams, Deniece- Best Of Deniece Williams: Gonna Tak
- 1996 Songs Of West Side Story
- 1996 Whitted, Pharez- Mysterious Cargo (Arranger, Keyboards, Producer)
- 1996 Jackson, Paul Jr.- Never Alone: Duets
- 1996 Supernatural Fairy Tales: The Progr
- 1996 Merry Soulful Christmas (Producer)
- 1996 Cole, Natalie- Stardust  Arranger, Producer, Vibes, Liner Notes, Vocal Arrangements, Horn Arrangements;
- 1996 Jarreau, Al-  Best Of Al Jarreau  (Piano, Keyboards, Lyricist, Producer, Horn Arrangements, Synthesizer Overdubs);
- 1996 Place Of Hope- Place Of Hope Synthesizer, (Piano, Vocals (Bckgr), Producer, Mixing Producer, Vocal Producer)
- 1996 White, Lenny- Renderers Of Spirit
- 1996 Bedroom Tenors- Bedroom Tenors
- 1996 Mills, Stephanie- Greatest Hits (Producer)
- 1997 Cats Don't Dance- Cats Don't Dance (Arranger, Producer)
- 1997 Miller, Byron- Until
- 1997 Harp, Everette- What's Going On
- 1997 Jazz Fusion, Vol. 1- Jazz Fusion, Vol. 1 (Keyboards, Producer)
- 1997 Berlin, Irving- Irving Berlin Songbook
- 1997 Sample, Joe- Sample This
- 1997 Tis The Season- Tis The Season (Arranger, Keyboards, Vocals (Bckgr), Producer)
- 1997 Living Single: Music From & Inspire  (Arranger, Keyboards, Producer)
- 1997 Fambrough, Charles- Upright Citizen
- 1997 Pieces Of A Dream- Pieces (Producer)
- 1997 Best Of Smooth Jazz- Best Of Smooth Jazz  (Arranger, Producer)
- 1997 Osborne, Jeffrey- Something Warm For Christmas  (Keyboards, Producer)
- 1998 Perry, Phil- One Heart, One Love
- 1998 Scott, Marilyn- Avenues Of Love (Bass, Keyboards, Producer, Executive Producer)
- 1999 Captain Beefheart- The Dust Blows Forward
- Billy Cobham: Crosswinds    (????) – Feat. George Duke
- Billy Cobham: Inner Conflicts (????) – Feat. George Duke & Ruth Underwood